# Oberhausen (Neuburg/Donau)
Oberhausen er en kommune i landkreis Neuburg-Schrobenhausen i regierungsbezirk Oberbayern, i den tyske delstat Bayern.

## Geografi
Oberhausen ligger i Planungsregion Ingolstadt.
Kommunen består ud over Oberhausen, af landsbyerne Beutmühle, Höfelhof, Kastlmühle, Kreut, St. Wolfgang, Sinning, Stelzhof og Unterhausen.

## Historie
Oberhausen hørte under det tidligere hertugdømme Neuburg-Sulzbach ; Fra 1777 var området en del af Kurfyrstedømmet Bayern. Den nuværende kommune blev dannet ved forvaltningsreformen i 1818.
Ved Oberhausen var der i middelalderen en kejserborg, som man stadig kan se ruiner af.